# Husfink
Husfink (Haemorhous mexicanus) är en amerikansk fågel i familjen finkar inom ordningen tättingar. Den förekommer ursprungligen i västra Nordamerika och Mexiko, men har införts även till östra Nordamerika där den är vida spridd.

## Kännetecken

### Utseende
Husfinken är en 12,5–15 cm lång fink som liksom sina nära släktingar purpurfinken och härmfinken är streckade fåglar med rött i fjäderdräkten hos hanen, brunt hos honan. I formen har den relativt lång och tvärt avskuren stjärt, runt huvud och kort näbb med karakteristiskt böjd övre näbbhalva. Hanen har orangerött på huvud, bröst och övergump, gråaktig kind, streckade flanker och brunaktig rygg med rätt otydlig streckning. Vissa indivier har det röda ersatt av gult. Den brunaktiga honan har relativt otecknat huvud, två tunna band på vingarna och rätt suddig streckning undertill. 

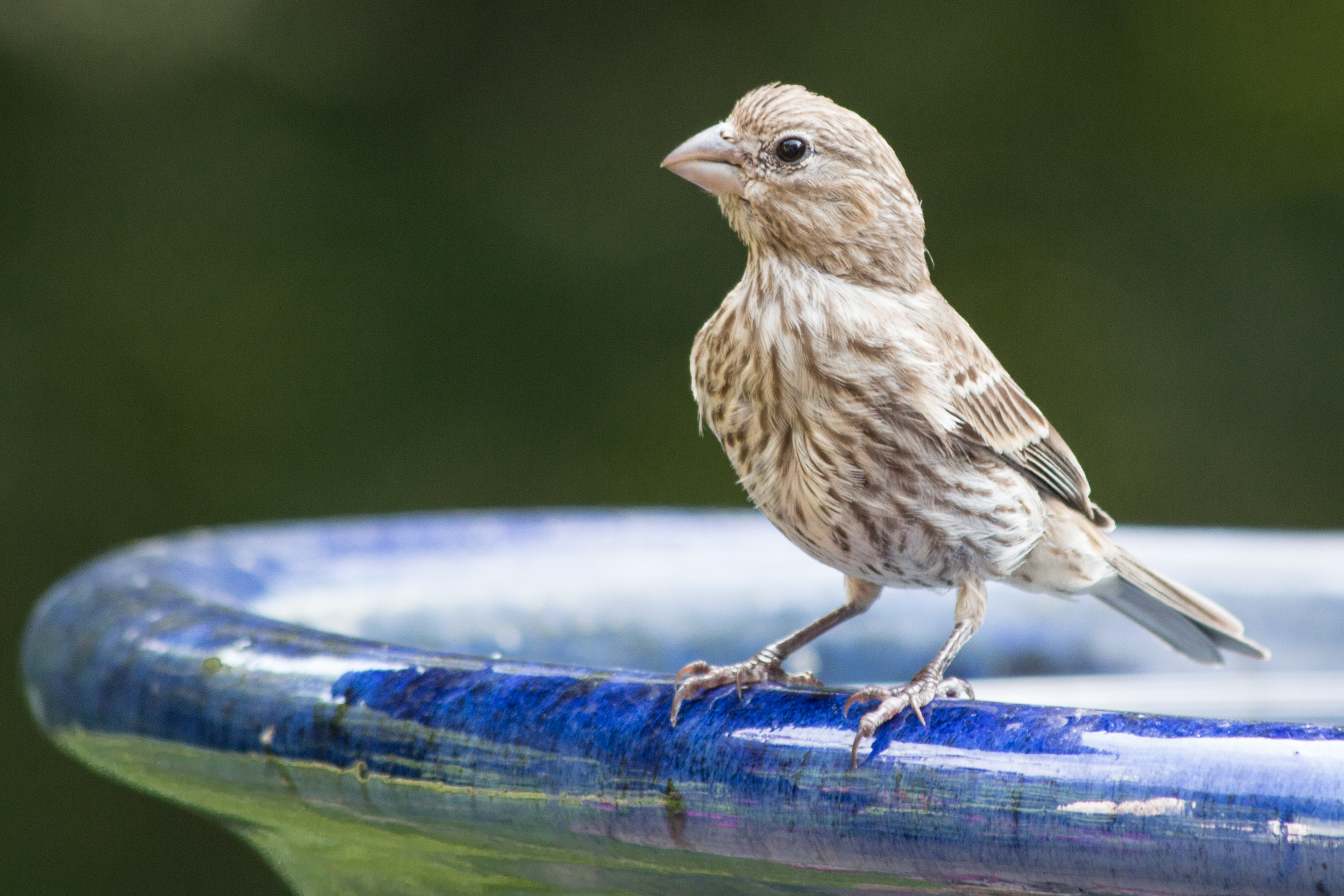
Hona husfink. Notera den karakteristiskt böjda övre näbbhalvan.

Purpurfinken är mer kompakt än husfinken, med kortare och mer kluven stjärt, större huvud och trekantig näbb, ej något böjd som hos husfinken. Hanen har mer rött på huvud och bröst och tydlig röd anstrykning på rygg, vingar och flanker. Den saknar också husfinkens streckning undertill. Honan har svagare vingband och ett vitaktigt "ögonbryn"

### Läten
Sången är en behaglig, varierad strof med jämnt tempo. Den inleds med ljusa och klara toner och avslutas med lägre och mer skorriga, ofta ett utdraget "veeeerrr". I flykten hörs mjuka men hesa "fiidlp" eller "vweet".

## Utbredning och systematik
Husfink delas in i elva till 13 underarter med följande naturlig utbredning:
- Haemorhous mexicanus frontalis (inklusive clementis[3]) – sydvästra Kanada till västra USA, Baja, Kalifornien och nordvästra Mexiko
- Haemorhous mexicanus amplus – Guadalupeön (utanför Baja California)
- Haemorhous mexicanus ruberrimus – södra Baja California och nordvästra Mexiko (Sonora, södra Sinaloa och sydvästra Chihuahua)
- Haemorhous mexicanus sonoriensis (inklusive rhodopnus[6]) – södra Sonora, sydvästra Chihuahua och norra Sinaloa i västcentrala Mexiko
- Haemorhous mexicanus coccineus – bergstrakter i egentliga Mexiko (södra Nayarit och västra Zacatecas till västra Michoacán)
- Haemorhous mexicanus potosinus – södra Texas (Rio Grande) i Chihuahua och sydvästra Tamaulipas
- Haemorhous mexicanus centralis – centrala mexikanska platån (Guanajuato, Querétaro och näraliggande delstater)
- Haemorhous mexicanus mexicanus – södra centrala mexikanska platån (östra Michoacán till Hidalgo och Oaxaca)
- Haemorhous mexicanus roseipectus – södra Mexiko (södra Puebla och dalgångar i Oaxaca)
- Haemorhous mexicanus griscomi – sydvästra Mexiko (Sierra Madre del Sur i Guerrero)
- Haemorhous mexicanus mcgregori – förekom tidigare på Islas San Benito och Cedrosön (utanför Baja California) men är numera utdöd

Vissa urskiljer även underarten clementis med utbredning på Channelöarna (utanför södra Kalifornien) och Coronadoöarna (utanför norra Baja California). Kring taxonet rhodopnus råder det oenighet mellan de taxonomiska auktoriteterna . Antingen urskiljs den som underart med utbredning i centrala Sinaloa eller inkluderas i sonoriensis varvid antingen rhodopnus eller sonoriensis anses ha prioritet.
Arten är även införd till och är vida spridd i östra Nordamerika, liksom till Hawaiiöarna.

### Släktestillhörighet
Tidigare betraktades husfinken tillsammans med sina närmaste släktingar härmfink och purpurfink vara en del av rosenfinkssläktet Carpodacus och kallades då följaktligen rosenfinkar även på svenska. DNA-studier visar dock att dessa tre står närmare finkar och siskor i släkten som Carduelis, Spinus och Serinus än rosenfinkarna, och har därför flyttats till ett eget släkte, Haemorhous.

## Levnadssätt
Husfinken är vanlig och vida spridd i buskiga miljöer. Den har också anpassat sig väl till människan och besöker ofta fågelmatningar, och gör skäl för sitt namn genom att häcka på, i eller nära byggnader. Fågeln ses nästan alltid i småflockar. Födan består av frön, frukt och till viss del även insekter. Fågeln häckar mellan mitten av mars och början av augusti. Den har noterats lägga upp till tre kullar per säsong.

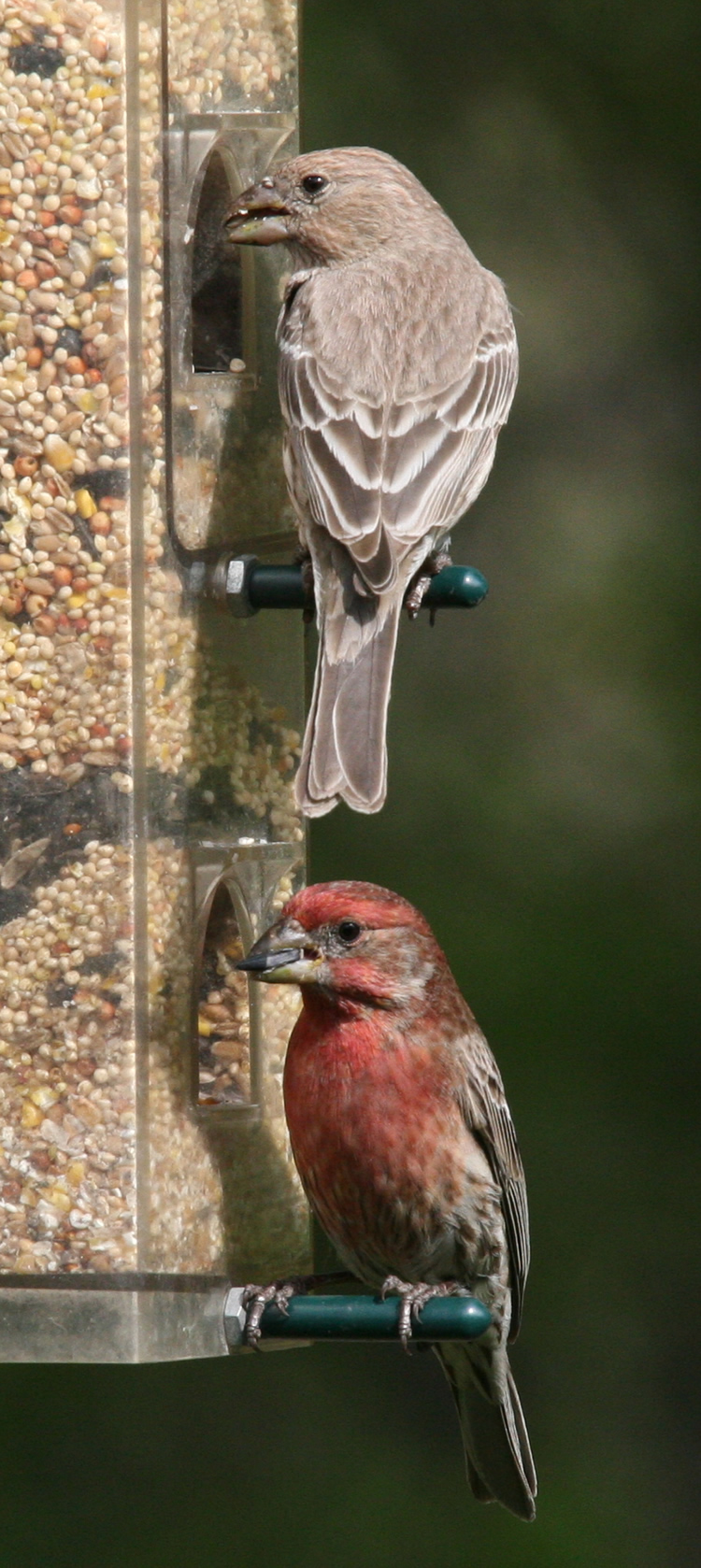
Husfinken är en frekvent besökare vid fågelmatningar.

## Status och hot
Arten har ett stort utbredningsområde och en stor population, och tros öka i antal. Utifrån dessa kriterier kategoriserar internationella naturvårdsunionen IUCN arten som livskraftig (LC).